# Ella-Bay-Nationalpark
Der Ella-Bay-Nationalpark (engl.: Ella Bay National Park) ist ein Nationalpark im Nordosten des australischen Bundesstaates Queensland. Er liegt 1.329 Kilometer nordwestlich von Brisbane und 10 Kilometer nördlich von Innisfail.
In der Nachbarschaft liegen die Nationalparks Russell River, Eubenangee Swamp und Moresby Range.

## Flora und Fauna
Das Gebiet um die Ella Bay ist mit tropischem Küstenregenwald bedeckt.
Dort findet man eine große Zahl verschiedener Tiere, z. B. auch bedrohte Spezies, wie der Helmkasuar, der Gewöhnliche Nebelfrosch (Litoria rheocola) oder der Australische Wasserfallfrosch (Litora nannotis). An den Stränden, in der Nähe von Bachmündungen, gibt es Leistenkrokodile. Auch verschiedene Schildkrötenarten nisten am Strand.
Der Park ist Teil der Coastal Wet Tropics Important Bird Area. BirdLife International teilte dem Park diese Klassifizierung zu, weil er ein wichtiger Lebensraum für die Vogel des tropischen Regenwaldes in den Niederungen ist.

## Einrichtungen und Zufahrt
Im Park selbst gibt es keine Einrichtungen, aber das örtliche Verwaltung der Cassowary Coast Region hat einen Zeltplatz in der Nähe des Parks anlegen lassen.
Der Nationalpark ist von Innisfail aus über den Fly Fish Point auf der Ella Bay Road erreichbar.